# Dirk Arnold Willem van Tets van Goudriaan

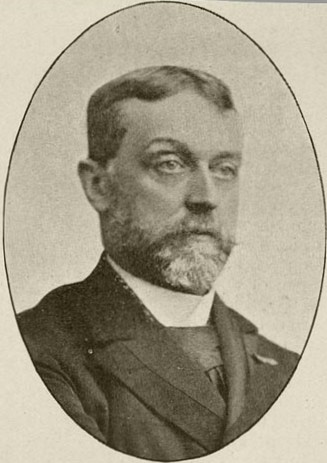
Dirk Arnold Willem van Tets van Goudriaan

Dirk Arnold Willem van Tets van Goudriaan (* 3. Oktober 1844 in Den Haag; † 25. Januar 1930 ebenda) war ein niederländischer Diplomat und Politiker, der zwischen 1884 und 1894 Ministerialresident im Osmanischen Reich sowie von 1894 bis 1905 Gesandter im Deutschen Kaiserreich war. Im Anschluss bekleidete er zwischen 1905 und 1908 das Amt als Außenminister im Kabinett De Meester. Während seiner Amtszeit fand vom 15. Juni bis zum 18. Oktober 1907 die Haager Friedenskonferenz statt, als deren Ehrenvorsitzender er fungierte.

## Leben
Dirk Arnold Willem van Tets van Goudriaan gehörte zum Adelsgeschlecht Van Tets und war ein Sohn des Politikers Jacob George Hieronymus van Tets van Goudriaan, der unter anderem Innenminister als auch Finanzminister war. Sein Großonkel war der Politiker Arnold Willem Nicolaas van Tets van Goudriaan, der Gouverneur der Provinz Noord-Holland sowie ebenfalls Finanzminister war. Er selbst trat in den diplomatischen Dienst ein und war zwischen 1884 und 1894 Ministerialresident im Osmanischen Reich. Am 13. Dezember 1893 wurde er durch Königlichen Beschluss zum Außerordentlichen Gesandten und Bevollmächtigten Minister im Deutschen Kaiserreich ernannt und war als solcher von April 1895 bis zum 17. August 1905 auch als Diplomatischer Vertreter an den Höfen im Königreich Preußen, Königreich Bayern, Königreich Württemberg, Königreich Sachsen, Herzogtum Sachsen-Weimar-Eisenach sowie Fürstentum Waldeck-Pyrmont akkreditiert. Während dieser Zeit war er zwischen dem 12. Februar 1900 und dem 17. August 1905 auch Mitglied der Prüfungskommission für die Examen im diplomatischen Dienst. Er wurde am 3. März 1903 zum Kammerherr im außerordentlichen Dienst von Königin Wilhelmina ernannt und behielt dieses Amt bis zu seinem Tode am 25. Januar 1930.
Am 17. August 1905 übernahm van Tets van Goudriaan das Amt als Außenminister (Minister van Buitenlandse Zaken) im Kabinett De Meester und hatte dieses bis zum 12. Februar 1908 inne. Während der Ersten Marokkokrise (1904 bis 1906) verteidigte er sowohl die vom Deutschen Kaiserreich in Marokko gewünschte „Politik der offenen Tür“ als auch die Aufrechterhaltung der niederländischen Neutralität. Während seiner Amtszeit fand vom 15. Juni bis zum 18. Oktober 1907 die Haager Friedenskonferenz statt, als deren Ehrenvorsitzender er fungierte.
Sein Sohn George van Tets van Goudriaan war Diplomat sowie zwischen 1921 und 1945 Direktor des Kabinetts von Königin Wilhelmina.